# Anita Horvat
Anita Horvat (née le 7 septembre 1996) est une athlète slovène, spécialiste du 400 m et 800 m.

## Biographie
En 2017, lors des Championnats d'Europe espoirs à Bydgoszcz, elle bat en séries son record du 400 m en 51 s 94, mais échoue au pied du podium en finale, en 53 s 06, à une demi-seconde de la Néerlandaise Laura de Witte.
Le 8 février 2018, au Meeting d'athlétisme de Madrid, elle bat le record de Slovénie en salle du 400 m en 52 s 22. Le 20 juillet, lors du Meeting Herculis à Monaco, c'est le record en plein air qu'elle bat, en 51 s 22. Un mois plus tard, elle atteint les demi-finales des Championnats d'Europe de Berlin (51 s 89).
En 2021, elle participe à ses premiers Jeux olympiques, à Tokyo en août, mais ne dépasse pas le cap des séries. Elle s'essaie occasionnellement au 800 m lors de la saison, réussissant notamment 2 min 03 s 29 à Ostrava en mai.

### Passage sur 800 m (2022)
L'année suivante, elle décide de concourir principalement au 800 m et de faire passer le 400 m au second plan. Lors de la saison hivernale, elle réussit 2 min 03 s 27 à Padoue, un temps meilleur que son record personnel en plein air, et 52 s 96 sur 400 m. Elle fait le doublé 400 m / relais 4 x 400 m lors des Championnats des Balkans en salle à Istanbul.
Alignée sur 400 m et sur le relais 4 x 400 m lors des Jeux méditerranéens de 2022 à Oran, elle remporte deux médailles d'argent, derrière la Portugaise Cátia Azevedo, et le relais italien. Sur 800 m, elle bat le 18 mai son record à Savone en 2 min 01 s 60, qu'elle améliore aux championnats de Slovénie à Velenje le 25 juin en 2 min 00 s 31, performance qui lui permet de se qualifier pour les mondiaux aux États-Unis.
Lors des championnats du monde, à Eugene (Oregon), en séries, elle parvient à éviter une grosse chute de l'Italienne Elena Bellò et de l'Australienne Catriona Bisset dans le dernier virage et termine 2e de sa course, se qualifiant pour les demi-finales. Le lendemain, elle descend pour la première fois sous les deux minutes, en 1 min 59 s 60, pour prendre la 3e place, lui permettant ainsi d'être repêchée au temps pour la finale mondiale. Première slovène finaliste aux championnats du monde sur 800 m depuis Brigita Langerholc en 2007, elle se classe 7e de la finale en 1 min 59 s 83, remportée par l'Américaine Athing Mu.
Le 6 août suivant, lors de la Ligue de diamant à Chorzów, elle porte son record personnel à 1 min 58 s 96, confirmant son statut de prétendante à un podium aux championnats d'Europe de Munich. Mais dans la capitale bavaroise, le 18 août, Anita Horvat chute en séries et termine dernière de sa course en 2 min 23 s, terminant la compétition prématurément. Le relais slovène, dans lequel elle est alignée, ne passe pas le cap des séries.
Elle conclut sa saison par une course en Italie (1 min 59 s 67) et trois courses en Suisse, dont 1 min 59 s 25 pour une sixième place en finale de Ligue de diamant, le second meilleur temps de sa carrière.

### Vice-championne d'Europe en salle (2023)
Le 27 janvier 2023 à Karlsruhe, pour sa rentrée hivernale, Anita Horvat abaisse son record personnel à 2 min 00 s 44, son meilleur temps de l'hiver. 3e à Toruń, 5e à Madrid et 4e à Birmingham avec des chronos réguliers, elle arrive aux championnats d'Europe en salle d'Istanbul avec des chances de médaille d'argent ou de bronze, l'or étant promis à la Britannique Keely Hodgkinson. Dans la ville turque, la Slovène remporte sans encombre sa série et sa demi-finale, avant de décrocher la médaille d'argent en finale, en 2 min 00 s 54, derrière Hodgkinson (1 min 58 s 66), la Française Agnès Raharolahy complétant le podium (2 min 00 s 84). Elle est la première slovène médaillée sur la distance depuis Jolanda Čeplak en 2007.

## Palmarès
| Date | Compétition                        | Lieu                               | Résultat | Épreuve       | Temps         |
| ---- | ---------------------------------- | ---------------------------------- | -------- | ------------- | ------------- |
| 2015 | Championnats d'Europe juniors      | Eskilstuna                         | 8e       | 4 x 400 m     | 3 min 46 s 30 |
| 2016 | Championnats des Balkans en salle  | Istanbul                           | 2e       | 400 m         | 54 s 82       |
| 2017 | Championnats d'Europe espoirs      | Bydgoszcz                          | 4e       | 400 m         | 53 s 06       |
| 2019 | Jeux européens                     | Minsk                              | 11e      | 4 x 400 mixte | 3 min 20 s 66 |
| 2021 | Championnats des Balkans en salle  | Istanbul                           | 1re      | 400 m         | 53 s 44       |
| 2021 | Championnats des Balkans en salle  | Istanbul                           | 3e       | 4 x 400 m     | 3 min 41 s 50 |
| 2021 | Championnats des Balkans           | Smederevo                          | 2e       | 400 m         | 52 s 75       |
| 2021 | Championnats des Balkans           | Smederevo                          | 1re      | 4 x 400 m     | 3 min 33 s 99 |
| 2022 | Championnats des Balkans en salle  | Istanbul                           | 1re      | 400 m         | 52 s 98       |
| 2022 | Championnats des Balkans en salle  | Istanbul                           | 1re      | 4 x 400 m     | 3 min 37 s 84 |
| 2022 | Championnats des Balkans           | Craiova                            | 2e       | 800 m         | 2 min 02 s 25 |
| 2022 | Jeux méditerranéens                | Oran                               | 2e       | 400 m         | 51 s 94       |
| 2022 | Jeux méditerranéens                | Oran                               | 2e       | 4 x 400 m     | 3 min 31 s 51 |
| 2022 | Championnats du monde              | Eugene                             | 7e       | 800 m         | 1 min 59 s 83 |
| 2022 | Ligue de diamant                   | Ligue de diamant                   | 6e       | 800 m         | 1 min 59 s 25 |
| 2023 | Circuit mondial en salle de l'IAAF | Circuit mondial en salle de l'IAAF | 3e       | 800 m         | détails       |
| 2023 | Championnats d'Europe en salle     | Istanbul                           | 2e       | 800 m         | 2 min 00 s 54 |
| 2025 | Championnats d'Europe en salle     | Apeldoorn                          | 3e       | 800 m         | 2 min 2 s 52  |

## Records
| Épreuve   | Épreuve   | Temps              | Lieu         | Date            |
| --------- | --------- | ------------------ | ------------ | --------------- |
| 400 m     | Plein air | 51 s 22 (NR)       | Monaco       | 20 juillet 2018 |
| 400 m     | En salle  | 52 s 22 (NR)       | Madrid       | 8 février 2018  |
| 600 m     | Plein air | 1 min 28 s 03      | Maribor      | 15 mai 2022     |
| 800 m     | Plein air | 1 min 58 s 73      | Turku        | 13 juin 2023    |
| 800 m     | En salle  | 2 min 00 s 44      | Karlsruhe    | 27 janvier 2023 |
| 4 x 400 m | Plein air | 3 min 30 s 90 (NR) | Stara Zagora | 20 juin 2021    |
| 4 x 400 m | En salle  | 3 min 37 s 08 (NR) | Belgrade     | 20 mars 2022    |